# Duboisialestes
Duboisialestes és un gènere de peixos pertanyent a la família dels alèstids. Es troba a Àfrica.

## Taxonomia
- Duboisialestes bifasciatus (Poll, 1967)[1]
- Duboisialestes tumbensis (Hoedeman, 1951)[3]